# Barbara Steele
Barbara Steele (Birkenhead, 29 december 1937) is een Britse filmactrice en producent. Beroemd om haar hoofdrollen in de Italiaanse gotische horrorfilms van de jaren '60, was haar doorbraak in Black Sunday (1960), waar ze de dubbele rol speelde van prinses Asa en Katia Vajda.
Bovendien had Steele ondersteunende rollen in 8½ (1963) van Federico Fellini en verscheen ze op televisie in de miniserie Dark Shadows van 1991. Steele verscheen in verschillende films in de jaren '10, waaronder een hoofdrol in The Butterfly Room (2012) en een ondersteunende rol in Lost River (2014) van Ryan Gosling.

## Filmografie
- Bachelor of Hearts (1958)
- Your Money or Your Wife (1960)
- Black Sunday (1960)
- Pit and the Pendulum (1961)
- The Horrible Secret of Dr. Hichcock (1962)
- 8½ (1963)
- Le Ore dell'Amore (1963)
- The Spectre (1963)
- The Long Hair of Death (1964)
- I Maniaci (1964)
- Castle of Blood (1964)
- Les Baisers (1964)
- Le Monocle rit jaune (1964)
- 5 Tombe per un Medium (1965)
- Nightmare Castle (1965)
- An Angel for Satan (1966)
- The She Beast (1966)
- Der junge Törless (1966)
- L'armata Brancaleone (1966)
- Curse of the Crimson Altar (1968)
- Fermate il Mondo... Voglio Scendere! (1970)
- Caged Heat (1974)
- Shivers (1975)
- Piranha (1978)
- Pretty Baby (1978)
- Silent Scream (1979)
- The Prophet (1999)
- The Butterfly Room (2012)
- Lost River (2014)

- Bibsys: 4026216
- Biblioteca Nacional de España: XX1307008
- Bibliothèque nationale de France: cb13900029v (data)
- Gemeinsame Normdatei: 1062360796
- International Standard Name Identifier: 0000 0001 1658 8716
- Library of Congress Control Number: n93075596
- Nationale Bibliotheek van Tsjechië: mub2014831770
- Nationale Bibliotheek van Israël: 987007344399205171
- Système universitaire de documentation: 031030653
- Virtual International Authority File: 64193198
- WorldCat: E39PBJmpbMKQk8HQx8tbM4yGHC